# パチンコ・パチスロ大冒険ジャンバリ〜黄金ホールに眠る秘宝〜
『パチンコ・パチスロ大冒険ジャンバリ〜黄金ホールに眠る秘宝〜』（パチンコ・パチスロだいぼうけんジャンバリ〜おうごんホールにねむるひほう〜）は、パチンコ・パチスロを題材にしたテレビ番組である。制作は映像ウェーブ。
映像ウェーブが制作した『ゴールデンスロット』の後番組として2007年10月から2011年6月まで放送した。地上波では独立UHF系を中心に放送されている。また、動画サイト「ジャンバリ.TV」でも無料会員登録の上で視聴が可能で、こちらでは過去に放送された番組も視聴出来る。後番組は『銀玉打闘会』である。

## 概要
伝説の島・ジャンバリに眠る秘宝「スタージュエル」を巡り、女海賊のギャルローズ団とダチョウ倶楽部率いる極悪ダチョウ団が繰り出す刺客がパチンコ・パチスロで対決する。

## 番組内容
基本的には2週で1くくりとなっており、前編と後編に分かれる。前編の冒頭でギャルローズ団の中から2人が出演し、対戦の際は1人ずつ前編後編で出演する。ゲストは前編後編と2回続けて出演し、ギャルローズ団の1人と対戦する。対戦する機種はパチンコ、またはパチスロとなるが、前編も後編もパチンコだったりパチンコの割合が多い。時には2週続けて同じ機種だったりする場合もある。
また2,3か月に1回、定期的に総集編が放送される（この場合は前編後編はない）。
対戦の前にお互いの台を「トレジャーハンティング」と呼ばれる抽選（2挺のピストルのうちどちらかに弾が入っていて、弾の入っているほうが当たり）で決定する。当たりを引けば高設定台であるトレジャーシートに座ってのスタートになる。番組の中盤でお互いの台を交換する事が出来る「嵐のチェンジタイム」がルールとして存在する（3枚のカードをリードしている側が手に持ち、負けている側がその中から1枚を引く。「チェンジ」を引けばその場で台チェンジが成立）が、チェンジが行われなかった場合はその部分が放送されない事が多い。またMCイジリー岡田のさじ加減で、チャンスタイム自体行われない事がある（行う際にどのカードがチェンジなのかをバラすことも多い）。勝負は機種によって様々である（制限時間は原則2時間）が、大当たり回数や大当たりラウンド数などで決定され、相手より上回ったほうが勝者となる。同じ回数の場合、昔は出玉数で勝敗を決めていたが、近年ではそのまま引き分けになる事が多くなった。
番組エンディングで勝者は宝箱を持ち帰り、中味を確かめるのだが、後期にはどちらが勝った場合であっても宝箱は極悪ダチョウ団が持ち帰ってしまうようになり、ダチョウ倶楽部がお宝でボケる件となっている。
番組内にはジャンバリ天使を紹介するコーナーがあり、イジリー岡田が出演しているギャルを紹介していたが、2009年9月中旬頃より後述のギャルローズ団 見習いクルーが登場したため、週に1人紹介するコーナーに変更されていた。
またCM前にはギャルローズ団のイメージ映像をスリーサイズを表記しながら公開している。

## 出演者
ギャルローズ団
- 松本さゆき（唯一全期間のレギュラー。）
- 北村ひとみ（2008年6月で降板。）
- 倉橋沙由梨（2009年9月で降板。）
- カトリーヌ高野（2009年9月で降板。）
- 森下悠里（2008年5月頃より初登場。）
- 手島優（第40回より初登場。）
- 田代さやか（第104回より初登場。実際にプレイヤーとしては第105回より登場する。）
- 浜田翔子（第106回より初登場。）
- 藤井梨花（第106回より初登場。実際にプレイヤーとしては第107回より登場する。）

ギャルローズ団 見習いクルー
第102回放送分より6人組のサポーターが登場した。ギャルローズ団側の応援を行う。極悪ダチョウ団が大当たりしても一切応援は行わず、上から詰るような態度で声をかけるにとどまっている。週替わりで1名が「本日の玉係」として、出玉を移動する役割を担当する。
- 小林小百合
- 青山祥子
- 駒井まち
- 西手聡美
- 阪尾麻衣
- 寺西永里

上記以外にも出演する見習いクルーはその週によって変わる。
一部の見習いクルーは後番組「銀玉打闘会」の$1ガールズとしても出演中である。
極悪ダチョウ団
- ダチョウ倶楽部（不定期に対戦相手として出演する事もある）
- ゲスト（極悪ダチョウ団の一員として出演）

MC
- イジリー岡田
- アロハ（ジャンバリライター）

## 過去に放送していた放送局
- パチンコ★パチスロTV!（2008年7月 - 9月）
- テレビ山梨（短期で打ち切り）
- 群馬テレビ（- 2009年9月）
- 山陰放送（- 2009年9月）
- びわ湖放送（- 2009年9月）
- テレビ金沢（- 2010年9月）
- とちぎテレビ（- 2010年9月）
- 奈良テレビ（- 2011年3月）
- チバテレ（- 2011年3月）
- 三重テレビ（- 2011年3月）
- サンテレビ（- 2011年6月）
- tvk（- 2011年6月）
- テレ玉（- 2011年7月）
- ぎふチャン（- 2011年7月）
- 秋田テレビ（- 2011年7月）
- テレビ信州（- 2011年7月）
- テレビ和歌山（- 2011年7月）